# Copa Centro-Americana de Voleibol de Praia Feminino
A Copa Centro-Americana de Voleibol de Praia Feminino é uma competição continental organizada pela AFECAVOL, associação sub-zonal da NORCECA.

## História
Sua segunda edição ocorreu em 1994, na Cidade do Panamá, a organizadora não informou a primeira realização da competição. Após um hiato de nove anos, retornou em 2004, realizando-se anualmente até o ano de 2019 que passou a ser realizado bienalmente.
O Honduras foi o primeiro campeão da competição, sendo o único título. Seguem-no, Nicarágua, com um único título, e a Costa Rica, maior força da América Central no voleibol de praia na história da competição no naipe feminino, com treze taças.

## Vencedores

### Quadro de Medalhas
| Ordem | País       | Medalha de ouro | Medalha de prata | Medalha de bronze | Total |
| ----- | ---------- | --------------- | ---------------- | ----------------- | ----- |
| 1     | Costa Rica | 13              | 2                | 7                 | 22    |
| 2     | Guatemala  | 5               | 7                | 6                 | 18    |
| 3     | Nicarágua  | 1               | 3                | 3                 | 7     |
| 4     | Honduras   | 1               | 1                | 0                 | 2     |